# Neve Shalom/Wahat al Salam
Neve Shalom/Wahat al-Salam är avsett som en "fredens oas i konflikternas Israel". Namnet betyder just "Fredens oas" på hebreiska respektive arabiska. Här har ett 70-tal judiska och palestinska familjer valt att skapa en fredsby där de gemensamt, bland annat genom olika utbildningsintser, verkar för fredlig samlevnad och förståelse mellan de olika grupperna i Israel. Initiativtagare var Fader Bruno Hussar. Byn är belägen halvvägs mellan Tel Aviv och Jerusalem, invid Latrunklostret. Byns verksamhet har rönt stor internationell uppmärksamhet. Från svensk sida har Folke Bernadottes minnesfond gett avsevärda ekonomiska bidrag till utbildningsverksamheten. Verksamheten stöds också av vänföreningar i olika länder i Europa och USA.